# Endotipo
Un endotipo es un subtipo de una condición, que se define por un mecanismo funcional o patobiológico distinto. Esto es distinto de un fenotipo, que es cualquier característica o rasgo observable de una enfermedad, como la morfología, el desarrollo, las propiedades bioquímicas o fisiológicas, o el comportamiento, sin ninguna implicación de un mecanismo. Se prevé que los pacientes con un endotipo específico se presenten dentro de grupos fenotípicos de enfermedades. 
Un ejemplo es el asma, que se considera un síndrome, que consiste en una serie de endotipos. Esto está relacionado con el concepto de entidad de la enfermedad. 

## Entidad de la enfermedad
El concepto principal en nosología es la entidad de la enfermedad. Normalmente hay dos formas de definir una entidad de enfermedad: criterios de manifestación y criterios causales.
- Criterios de manifestación. Estos son un conjunto de criterios basados en signos, síntomas y hallazgos de laboratorio que definen una enfermedad. Definen una enfermedad por sus síntomas y hallazgos médicos.
- Criterios causales. Se trata de una cadena de eventos causales que define la enfermedad y describe cómo se desarrolla. Describen la enfermedad por su etiología.

Siguiendo a Fred Gifford, estos criterios llevan a uno a ver cualquier entidad de enfermedad en tres formas diferentes:
- Enfermedad como síntomas: la enfermedad se define por los síntomas y signos que produce. De hecho, se puede decir que la enfermedad es la colección de ellos. Es la forma clásica de definir una enfermedad o una condición.
- Enfermedad como estado: la enfermedad no se define por un conjunto de síntomas, sino por el estado subyacente del cuerpo, incluidos los tejidos patológicos, las células anormales y cualquier otro hallazgo médico general. Este tipo de definición permite a los investigadores hablar sobre enfermedades silenciosas, que no pueden considerarse como tales en la definición anterior. Los defensores de este tipo de entidad son, por ejemplo, Rudolph Virchow.
- Enfermedad como proceso: en el siglo XX, apareció un tercer concepto de enfermedad, basado en los trabajos de Caroline Whitbeck en 1977. Whitbeck propuso que una enfermedad puede definirse por el curso clínico de un conjunto de pacientes no tratados. También argumenta que las enfermedades son procesos complejos de los cuales las manifestaciones fisiopatológicas clínicas y subyacentes son partes apropiadas (en contraste con los efectos).

Siguiendo de nuevo a F. Gifford, de hecho, cada una de las definiciones anteriores puede incluir la etiología o puede ser etiológicamente agnóstico. Otros autores simplemente continúan con la clasificación de Whitbeck, dejando solo tres tipos de definición (clínica, patológica y etiológica).
Es importante tener en cuenta que una definición del mundo real es normalmente un híbrido entre estos tipos anteriores, y un endotipo debe usar los tres descriptores, incluida la etiología, para garantizar la especificidad.